# Tenisová sezóna Rogera Federera 2001
Tenisová sezóna Rogera Federera 2001 znamenala pro švýcarského tenistu zisk tří premiérových titulů na okruhu ATP Tour, jednoho singlového a dvou deblových. V únorovém finále turnaje Milan Indoor zdolal francouzského hráče Juliena Bouttera 6–4, 6–7 a 6–4. V témže měsíci vyhrál po boku Jonase Björkmana nizozemský Rotterdam Open. V červenci si pak společně s Maratem Safinem připsal druhou deblovou trofej z gstaadského UBS Open.
Na turnajích Grand Slamu se poprvé probojoval do čtvrtfinále. Nejdříve na French Open, kde nestačil na španělského antukáře Àlexe Corretju. Podruhé mezi poslední osmičkou skončil ve Wimbledonu na raketě Brita Tima Henmana. O kolo dříve sehrál na londýnské trávě památné utkání vysoké kvality proti Petu Samprasovi, které získal po pětisetové bitvě ve svůj prospěch. Duel tak představoval symbolické předání „wimbledonského žezla“ mezi odcházejícím a nastupujícím šampiónem.
Z finále poražen odešel poprvé na Rotterdam Open, kde jej přehrál Francouz Nicolas Escudé, a podruhé na Davidoff Swiss Indoors, když nezvládl zápas s Timem Henmanem.
Debutový start ve švýcarském týmu na Hopmanově poháru proměnil ve vítězství. Spolu s partnerkou, světovou jedničkou Martinou Hingisovou, vyhráli všechny čtyři mezistátní utkání a ve finále si poradili se Spojenými státy. V Davisově poháru plnil roli švýcarské jedničky. Zástupci země helvetského kříže se probojovali do čtvrtfinále Světové skupiny.
Na žebříčku ATP sezónu zakončil jako singlová třináctka a deblová šedesát šestka.

## Přehled sezóny

### Zimní a jarní sezóna na tvrdém povrchu

#### Hopmanův pohár
Na přelomu roku debutoval ve švýcarském družstvu mistrovství smíšených týmů ITF – Hopmanově poháru. Jeho partnerkou na krytém dvorci v dómu Burswood se stala úřadující světová jednička Martina Hingisová. Soutěž smíšených družstev byla rozehrána 30. prosince 2000. V základní skupině zdolali jako nejvýše nasazení Austrálii 3:0, Jihoafrickou republiku 2:1 a také Thajsko 3:0. Federer vyhrál úvodní dvouhru s Richardem Frombergem, poté podlehl Waynu Ferreirovi a porazil Paradorna Srichaphana. V mixu Švýcaři nenašli přemožitele. Jako vítězové skupiny postoupili do finále, hraného 6. ledna 2001, proti Spojeným státům. K vítězství Hingisové nad Selešovou přidal Federer rozhodující druhý bod, když si poradil s Janem-Michaelem Gambillem. Za rozhodnutého stavu švýcarský pár podlehl Američanům ve třech setech. Reprezentanti helvetského kříže tak z Hopman Cupu odváželi druhý titul.

#### International Sydney a Australian Open
Oficiální sezónu mužského okruhu otevřel druhý lednový týden na jihoaustralském turnaji Adidas International v Sydney, kam přijížděl jako světová třicítka. V úvodním kole vyřadil ve dvou setech třetího nasazeného a 13. muže žebříčku Wayna Ferreiru z Jihoafrické republiky. Poté nepřipustil žádné drama se sousedem ve světové klasifikaci Marcem Rossetem, kterému dovolil uhrát pouze tři gamy. Ve čtvrtfinále však nenalezl recept na Francouze Sébastiena Grosjeana, který figuroval o jedenáct míst výše.
Ve druhé polovině ledna následoval úvodní grandslam roku Australian Open, na němž odehrál všechny tři zápasy proti francouzským soupeřům. V prvním z nich vrátil olympijskou porážku Arnaudovi Di Pasqualemu ve čtyřech sadách. Poté bez zaváhání vyřadil Nicolase Escuda, aby ve třetí fázi podlehl světové osmnáctce Arnaudu Clémentovi poměrem 6–7, 4–6 a 4–6. Ve střetnutí trvajícím dvě hodiny a osm minut dokázal sice zahrát třináct es na tři soupeřova, ale také se dopustil deseti dvojchyb oproti čtyřem Francouze. V utkání proměnil tři z osmi breakbolů, zatímco Clément využil pět z jedenácti šancí na prolomení podání. Opakoval se tak scénář z Australian Open 2000, kde s Clémentem vypadl také bez zisku sady ve třetím kole. Do mužské čtyřhry nastoupil po boku Slováka Dominika Hrbatého. V úvodním kole však byli vyřazeni japonsko-jihoafrickým párem Thomas Šimada a Myles Wakefield.

#### Milan Indoor
Po příletu do Evropy, na přelomu ledna a února, nastoupil do halového turnaje Milan Indoor, který se pro něj stal historicky první událostí ATP Tour, z níž si odvezl turnajový titul.
Z pozice 27. hráče žebříčku a sedmého nasazeného přehrál v úvodním klání Němce Rainera Schüttlera. Poté si poradil se zástupcem francouzského tenisu Cyrilem Saulnierem a ve čtvrtfinále se zkušeným Chorvatem Goranem Ivaniševićem, jenž o pět měsíců později vyhrál Wimbledon. V semifinále narazil na favorizovanou turnajovou dvojku a sedmého tenistu světa Jevgenije Kafelnikova. Za hodinu a padesát minut nastřílel čtrnáct es na pět soupeřových. Byl také lepším ve statistikách dvojchyb a v úspěšnost prvního i druhého servisu. Z devíti breakbolových možností dokázal prolomit podání pětkrát, proti dvěma využitým šancím protivníka. Duel bývalé a budoucí světové jedničky tak vyzněl pro Federera v poměru 6–2, 6–7 a 6–3. Své třetí singlové finále v nejvyšší úrovni tenisu proměnil v titul, když zdolal francouzské překvapení turnaje, 67. muže klasifikace Juliena Bouttera, po třísetové bitvě 6–4, 6–7, 6–4. Pro Francouze se jednalo také o premiérový finálový zápas ve dvouhře. Ze sezóny 2000 již vlastnil dvě deblové trofeje. Na milánském koberci oba aktéři zahráli během dvou hodin a dvaceti minut po sedmi esech. Basilejský rodák se dopustil čtyř dvojchyb v porovnání s jedenácti protihráče a proměnil sedm breaků ze čtrnácti. Boutter dokázal prolomit podání pětkrát ze sedmi šancí. Z turnaje kategorie International Series, jehož rozpočet činil 400 000 dolarů, si Federer odvezl prémii 54 000 dolarů. Zisk 175 bodů jej posunul o sedm příček výše, na dosavadní maximum, 22. místo.

#### 1.kolo Davis Cupu
Druhý únorový víkend se zúčastnil v roli jedničky švýcarského týmu prvního kola Světové skupiny. V basilejské St. Jakobs Halle nastoupil ke dvěma dvouhrám a čtyřhře proti hráčům Spojených států. V pátek otevřel mezistátní zápas čtyřsetovou výhrou nad zkušeným Toddem Martinem. Do sobotní čtyřhry nastoupil po boku Lorenza Manty. Společně bez zaváhání přehráli pár Jan-Michael Gambill a Justin Gimelstob. V nedělní zahajovací dvouhře pak přidal klíčový třetí bod, když zdolal Jana-Michaela Gambilla 7–5, 6–2, 4–6 a 6–2. Tenisté helvetského kříže tak postoupili do dubnového čtvrtfinále výsledkem 3:2 na zápasy.

#### Open 13 a Rotterdam Open
V týdnu po Davisově poháru obhajoval finálovou účast na marseillském Open 13. Jako turnajová šestka na cestě do semifinále neztratil žádný set. Na jeho raketě postupně zůstali žebříčkově níže postavení Cyril Saulnier, Bob Bryan a ve čtvrtfinále daviscupový spoluhráč Michel Kratochvil. V semifinále mu však oplatila čerstvou porážku z milánského koberce světová sedmička Jevgenij Kafelnikov po těsné třísetové bitvě 6–7, 6–4 a 6–4. Rus následně získal 44. titul kariéry.
Po přesunu na nizozemský turnaj zlaté série ABN AMRO World Tennis Tournament postoupil do čtvrtfinále přes Sébastiena Grosjeana. V něm úspěšně změřil síly s osmým tenistou světa Àlexem Corretjou. V semifinále otočil vývoj utkání proti Rumunu Andreji Pavlovi, když po ztrátě úvodní sady převzal otěže zápasu a v rozhodujícím dějství soupeři nadělil svého prvního „kanára“ roku. Postoupil tak do svého druhého finále sezóny, které prohrál s kvalifikantem a 60. hráčem světa Nicolasem Escudém. Francouzi tak dovolil získat jediný titul v roce 2001. Ve čtyřhře však na premiérový titul z této soutěže ATP Tour dosáhl. Federerovým spoluhráčem se stal švédský tenista Jonas Björkman. Po semifinálové výhře nad zimbabwskou dvojicí Wayne Black a Kevin Ullyett, hladce porazili další deblové specialisty. Českému páru Petr Pála a Pavel Vízner dovolili ve finále uhrát pouze tři gamy a po setech 6–3 a 6–0, získali rotterdamský titul.

#### Americké březnové Mastersy
Následně se objevil až v polovině března na prvním ze dvou tradičních amerických Mastersů odehrávajících se v jarním období. Rychlý konec pavoukem mu na Indian Wells Masters vystavil 43. muž žebříčku Nicolas Kiefer, jemuž basilejský rodák podlehl po setech 6–3, 5–7 a 1–6. Do úvodního kola navazujícího Ericsson Open, konaného v Key Biscayne, obdržel volný los. Ve druhé fázi dovolil Maročanovi Júnisi Al Ajnávímu uhrát pouze čtyři hry. Po výhře nad výše postaveným Australanem s dělovým sevisem Markem Philippoussisem se probojoval do čtvrté fáze, kde na něj nestačil Švéd Thomas Johansson. Ve vyrovnaném klání trvajícím téměř dvě a půl hodiny Federer zvítězil 7–6, 5–7 a 7–6. O postupujícím rozhodl až tiebreak závěrečné sady v poměru míčů 9:7. Ve čtvrtfinále mu však stopku vystavila australská světová osmička Patrick Rafter, který jej vyřadil po jednoznačném průběhu 3–6 a 1–6.

#### Čtvrtfinále Davis Cupu
V úvodní části dubna reprezentoval Švýcarsko ve čtvrtfinále Světové skupiny Davisova poháru proti Francii. Na koberec neuchâtelské haly Patinoires du Littoral nastupoval do páteční dvouhry za stavu 0:1. Podruhé v řadě byl nad jeho síly Nicolas Escudé, který zvítězil ve čtyřech setech. V sobotní čtyřhře spolu s Lorenzem Mantou udrželi pětisetovou výhrou nad párem Cédric Pioline a Fabrice Santoro naději, když o vítězi rozhodl až závěr pátého dějství poměrem 9–7 pro domácí. Srovnání stavu na 2:2 znamenala Federerova nedělní výhra nad Arnaudem Clémentem 6–4, 3–6, 7–6 a 6–4. O postupu Francouzů však rozhodlo pětisetové drama mezi Escudém a Georgem Bastlem, který vyrovnaný závěr duelu nezvládl.

### Antuková sezóna

#### Monte-Carlo Masters
Antukovou část roku rozehrál ve druhé polovině dubna na Monte-Carlo Masters, kam přijížděl jako turnajová patnáctka. Prvními třemi koly prošel bez ztráty setu, když na jeho raketě postupně zůstali americký veterán Michael Chang, Ital Davide Sanguinetti a francouzský bronzový olympijský medailista Arnaud Di Pasquale, který uhrál pouze tři gamy. Únorové vyřazení z rotterdamské události mu ve čtvrtfinále oplatila světová patnáctka Sébastien Grosjean výsledkem 4–6 a 3–6.

#### Rome Masters a Hamburg Masters
Květnové Rome Masters se v jeho kariéře stalo prvním turnajem, na němž startoval jako hráč elitní světové dvacítky, když mu patřila 18. příčka. Přestože si jako nenasazený ve druhém kole poradil se světovou dvojkou Maratem Safinem poté, co se štěstím zvládl zkrácenou hru rozhodujícího setu poměrem 7:5, ve třetí fázi jej vyřadil devatenáctý tenista žebříčku Wayne Ferreira. Z navazující velké událostí Hamburg Masters se rozloučil prohrou již v úvodním klání. Proti antukovému specialistovi a světové devatenáctce Francovi Squillarimu z Argentiny odešel poražen po setech 3–6, 4–6.

#### French Open
Vrcholem se na přelomu května a června stal pařížský grandslam French Open, kde startoval jako 18. muž pořadí ATP. Tento fakt při systému šestnácti nasazených hráčů znamenal, že nezískal jistotu vyhnutí se výše postavenému hráči v úvodní fázi. Na úvod porazil italského kvalifikanta z třetí stovky Stefana Galvaniho. Poté měl nečekané problémy až se 115. hráčem klasifikace Sargisem Sargsianem z Arménie, s nímž musel obracet vývoj utkání ze stavu 0:2 na sety. Zápas získal ve svůj prospěch po dramatické koncovce 4–6, 3–6, 6–2, 6–4 a 9–7. V další kariéře se Švýcarovi podařilo na Roland Garros zvrátit nepříznivý stav 0:2 na sety ještě dvakrát. Poprvé při svém jediném pařížském titulu z roku 2009 proti Tommymu Haasovi  podruhé ve čtvrtfinále ročníku 2012 proti neoblíbenému soupeři Juanu Martínovi del Potrovi. Třetí a čtvrté kolo znamenalo čtyřsetové výhry, když nejdříve přešel přes Španěla David Sánchez a poté vyřadil Jihoafričana  Wayna Arthurse. Grandslam opustil po čtvrtfinálové porážce od světové třináctky Àlexe Corretji, na kterého nestačil po třech hodinách hry 5–7, 4–6 a 5–7. Ve své dosavadní kariéře tak zaznamenal svůj nejlepší grandslamový výsledek.    

### Sezóna na trávě

#### Gerry Weber Open a Heineken Trophy
Tradiční předwimbledonskou přípravu rozehrál na halleském Gerry Weber Openu, kde startoval v roli šestého nasazeného. Na žebříčku ATP mu patřila čtrnáctá pozice, což bylo dosavadní maximum. Po výhře nad obhájcem titulu Davidem Prinosilem z Německa, jej ve čtvrtfinále zastavila světová desítka a turnajová dvojka Patrick Rafter ve třech vyrovnaných sadách 6–4, 6–7 a 6–7. Ve stejné fázi Australan vyhrál již na březnovém Miami Masters. V tiebreaku druhé sady měl přitom Švýcar za stavu 6:5 mečbol, jenž soupeř odvrátil esem. Úřadující wimbledonský finalista Rafter po utkání prohlásil: „Roger byl lepší než já, a to po více než jeden a půl setu. Utkání rozhodly možná dva nebo tři míče – a já zvítězil.“
Druhou přípravu odehrál na nizozemském Heineken Trophy v 's-Hertogenboschi, kde jako čtvrtý nasazený v úvodním klání vyřadil Francouze Antonyho Dupuise. Následně zdolal nizozemské hráče z druhé světové stovky, nejdříve Johna van Lottuma a poté Raemona Sluitera. V semifinále však narazil na světovou šestku Lleytona Hewitta, kterému za sedmdesát pět minut podlehl 4–6 a 2–6. V duelu zužitkoval dva breakboly ze šesti a naopak pětkrát ztratil podání. Australský pozdější vítěz turnaje si připsal 55 % všech vítězných míčů a dosáhl také lepší hodnoty v hlavních parametrech – úspěšnosti na servisu i příjmu.

#### Wimbledon
Na wimbledonský pažit, třetí grandslam sezóny, přijížděl v roli turnajové patnáctky. Na cestě do čtvrtfinále musel svést dvě pětisetové boje. Po jasné výhře nad Belgičanem Christophem Rochusem, zvládl ve druhém kole první z bitev, když vyřadil Xaviera Malisse. Tři sety mu pak stačily na Švéda Jonase Björkmana.
V osmifinále sehrál jedno z památných střetnutí celé wimbledonské historie. Utkali se v něm světová šestka, čtyřnásobný obhájce titulu a držitel sedmi wimbledonských trofejí Pete Sampras, který symbolicky předal „žezlo kralování“ nad londýnským grandslamem do rukou 19letého Švýcara. Druhé pondělí turnaje, 2. července, tak skončila Američanova šňůra 36 vítězství ve Wimbledonu. Z posledních 58 odehraných duelů v Londýně, utržil Sampras teprve druhou porážku poměrem 7–6, 5–7, 6–4, 6–7 a 7–5. Naposledy předtím jej zdolal Richard Krajicek ve čtvrtfinále Wimbledonu 1996. Duel proti Federerovi představoval jejich jediné vzájemné střetnutí ve Wimbledonu. Pro basilejského rodáka se zároveň jednalo o debutové utkání na centrálním dvorci. Sampras po prohře ocenil hru stále ještě teenagera slovy: „Prohrál jsem se skutečně, skutečně výborným hráčem. Hrál úžasně … Existuje řada mladých kluků, kteří se derou nahoru, ale Roger je tak trochu výjimečný – má výbornou celodvorcovou hru, stejně jako já nedává průchod mnoha emocím, a je vynikajícím sportovcem.“ Ve dvanácté hře páté rozhodující sady přišla Švýcarova šance, když si vypracoval dva mečboly. Po úspěšném forhendu završil své největší vítězství počáteční kariéry, poklekl na kolena a zvedl ruce k nebi. V utkání trvajícím tři hodiny a čtyřicet jedna minut nastřílel basilejský rodák dvacet pět es na dvacet šest Američana a dopustil se šesti dvojchyb proti devíti soupeře. Federer, který získal sto devadesát vítězných míčů, využil tři ze čtrnácti breakbolů. Sampras měl na svém kontě sto osmdesát winnerů a dvakrát dokázal prolomit podání z celkového počtu jedenácti příležitostí. Ve čtvrtfinále však Švýcar skončil na raketě britské světové jedenáctky Tima Henmana poměrem 5–7, 6–7, 6–2a 6–7, když nezvládl koncovky tří ze čtyř setů.
Ve wimbledonské čtyřhře se stal jeho spoluhráčem Jihoafričan Wayne Ferreira. Třísetová výhra ve druhém kole nad izraelskými deblovými specialisty Jonatanem Erlichem a Andym Ramem byla však poslední. Před zápasem třetího kola, s pozdějšími wimbledonskými vítězi Donaldem Johnsonem a Jaredem Palmem, z turnaje odstoupili. Důvodem bylo Federerovo rozhodnutí plně se koncentrovat pouze na soutěž dvouhry.

### Červencové intermezzo

#### Swiss Open
V týdnu po londýnském grandslamu nastoupil do antukového turnaje UBS Open ve švýcarském Gstaadu. Unavený z předešlého programu jej v úvodním kole vyřadil 70. hráč žebříčku Ivan Ljubičić z Chorvatska. Po hladkém průběhu 2–6 a 1–6 se tak mohl zaměřit na méně fyzicky náročnou čtyřhru.
Přes singlový neúspěch dosáhl na turnajový titul. Po boku Marata Safina získal druhou trofej z deblové soutěže okruhu ATP Tour. Švýcarsko-ruský pár si ve čtvrtfinále poradil s českou dvojicí Tomáš Cibulec a Leoš Friedl poměrem 6–7, 6–4 a 6–4. Mezi poslední čtyřkou párů zdolali Jihoafričana Mariuse Barnarda hrajícího s Čechem Cyrilem Sukem 7–6 a 7–6. V utkání o titul pak byl odehrán jediný game, když australsko-americký pár Michael Hill a Jeff Tarango zápas skrečoval.

### Letní sezóna na amerických betonech
Od první poloviny července nehrál několik týdnů až do konce srpna, kdy se na dvorce vrátil čtvrtým grandslamem sezóny US Open. Vůbec poprvé přerušil profesionální tenisovou kariéru na takto dlouhý časový úsek. Příčinou se staly problémy s přitahovači stehna a zánět okostice.

#### US Open
Na newyorském US Open startoval z pozice nasazené třináctky. V prvních třech zápasech neztratil žádný set, když postupně přehrál Němce Larse Burgsmüllera, amerického hráče z třetí stovky Robbyna Ginepriho a Nizozemce Sjenga Schalkena. V osmifinále jej však bez potíží porazil druhý hráč světa Andre Agassi po třísetovém průběhu 1–6, 2–6 a 4–6. Ve střetnutí trvajícím pouze jednu hodinu a dvacet tři minut vévodil zkušený Američan všem hlavním statistikám. Zahrál šest es proti jednomu Švýcara. Zaznamenal stoprocentní úspěšnost konverze breakbolů, když z devíti šancí prolomil podání devětkrát. Naproti tomu Federer si dokázal připsat jediný servis soupeře z celkové nabídky šesti příležitostí.
V následné pondělní klasifikaci ATP z 10. září se posunul na své dosavadní kariérní maximum, když mu patřila 12. příčka.

### Podzimní halová sezóna

#### Kremlin Cup
Po zářijovém odpočinku se prvním turnajem halové podzimní sezóny stal moskevský Kremlin Cup. Z události probíhající na koberci, a jejíž rozpočet činil jeden milión dolarů, však rychle vypadl. V úvodním kole nestačil na třicátého devátého tenistu světa Nicolase Kiefera z Německa. O postupujícím rozhodla až zkrácená hra závěrečné sady, která vyzněla ve prospěch Němce 7:4.

#### CA-TennisTrophy a Stuttgart Masters
Druhý říjnový týden obhajoval semifinálovou účast na vídeňském CA-TennisTrophy z kategorie International Series Gold. Na cestě do čtvrtfinále si jako čtvrtý nasazený poradil s Chilanem Nicolásem Massúem a španělským antukářem Alberem Costou. Mezi poslední osmičkou tenistů však překvapivě podlehl 6–7 a 5–7 až devadesátému tenistovi žebříčku Stefanu Koubkovi z Rakouska. V navazujícím říjnovém týdnu přijel na předposlední Masters sezóny – Stuttgart Masters. Po volném losu v úvodním kole, jej ve druhé fázi vyřadil Jihoafričan Wayne Ferreira ve třech sadách 6–7, 6–3 a 2–6.

#### Swiss Indoors a Paris Masters
Po roce se znovu probojoval do finále Davidoff Swiss Indoors, turnaje probíhajícího v rodné Basileji, a opět odešel poražen. Během postupu pavoukem mu jediný set ve čtvrtfinále odebral šestnáctý hráč klasifikace Andy Roddick, který nezvládl tiebreak třetího setu. V něm se Švýcarem prohrál těsným dvoubodovým rozdílem 5:7. V ostatních případech čtvrtý nasazený Federer nezaváhal a postupně vyřadil Alberta Costu, Xaviera Malisse a v semifinále si poradil s Francouzem Julienem Boutterem.
Do duelu o titul proti světové jedenáctce Timu Henmanovi vstupoval s vědomím vzájemné porážky z wimbledonského čtvrtfinále. Ani v Basileji na Angličana nenašel recept a za hodinu a padesát pět minut opustil dvorec pokořen3 3–6, 4–6 a 2–6. V utkání nedokázal využít ani jednu ze tří šancí na prolomení podání proti Henmanovým čtyřem dokonaným breakům ze sedmi příležitostí.
Sezónu, v níž poskočil o šestnáct příček vzhůru, zakončil porážkou ve druhé fázi Paris Masters, turnaje konaného v hale Bercy. Po volném losu mu stopku vystavil čtyřicátý muž světové klasifikace Jiří Novák, když nezvládl dramatickou koncovku třetí sady vyrovnaného duelu 4–6, 7–6 a 6–7. Zimní odpočinek tak strávil na 13. místě žebříčku ATP.

## Přehled utkání

### Grand Slam
| turnaj          | fáze        | stav   | soupeř             | výsledek                          |
| --------------- | ----------- | ------ | ------------------ | --------------------------------- |
| Australian Open | 1. kolo     | výhra  | Arnaud Di Pasquale | 6–4, 4–6, 6–1, 6–4                |
| Australian Open | 2. kolo     | výhra  | Nicolas Escudé     | 6–1, 6–4, 6–4                     |
| Australian Open | 3. kolo     | prohra | Arnaud Clément     | 7–6(7–5), 6–4, 6–4                |
| French Open     | 1. kolo     | výhra  | Stefano Galvani    | 6–3, 6–3, 6–3                     |
| French Open     | 2. kolo     | výhra  | Sargis Sargsian    | 4–6, 3–6, 6–2, 6–4, 9–7           |
| French Open     | 3. kolo     | výhra  | David Sánchez      | 6–4, 6–4, 1–6, 6–3                |
| French Open     | 4. kolo     | výhra  | Wayne Arthurs      | 3–6, 6–3, 6–4, 6–2                |
| French Open     | čtvrtfinále | prohra | Àlex Corretja      | 7–5, 6–4, 7–5                     |
| Wimbledon       | 1. kolo     | výhra  | Olivier Rochus     | 6–2, 6–3, 6–2                     |
| Wimbledon       | 1. kolo     | výhra  | Xavier Malisse     | 6–3, 7–5, 3–6, 4–6, 6–3           |
| Wimbledon       | 3. kolo     | výhra  | Jonas Björkman     | 7–6(7–4), 6–3, 7–6(7–2)           |
| Wimbledon       | 4. kolo     | výhra  | Pete Sampras       | 7–6(9–7), 5–7, 6–4, 6–7(2–7), 7–5 |
| Wimbledon       | čtvrtfinále | prohra | Tim Henman         | 7–5, 7–6(8–6), 2–6, 7–6(8–6)      |
| US Open         | 1. kolo     | výhra  | Lars Burgsmüller   | 6–4, 6–4, 6–4                     |
| US Open         | 2. kolo     | výhra  | Robby Ginepri      | 6–2, 7–5, 6–1                     |
| US Open         | 3. kolo     | výhra  | Sjeng Schalken     | 6–4, 7–5, 7–6(7–3)                |
| US Open         | 4. kolo     | prohra | Andre Agassi       | 6–1, 6–2, 6–4                     |

## ATP Tour

### Dvouhra: 70 (49–21)
| utkání | turnaj                      | stát          | datum      | kat. | místo | povrch  | fáze       | soupeř               | stav   | výsledek                          |
| 102. | Adidas International Sydney | Austrálie     | 1/8/2001   | 250  | venku | tvrdý   | 32 v kole  | Wayne Ferreira       | výhra  | 6–3, 6–4                          |
| 103. | Adidas International Sydney | Austrálie     | 1/8/2001   | 250  | venku | tvrdý   | 16 v kole  | Marc Rosset          | výhra  | 6–1, 6–2                          |
| 104. | Adidas International Sydney | Austrálie     | 1/8/2001   | 250  | venku | tvrdý   | QF         | Sébastien Grosjean   | prohra | 5–7, 4–6                          |
| 105. | Australian Open             | Austrálie     | 1/15/2001  | GS   | venku | tvrdý   | 128 v kole | Arnaud Di Pasquale   | výhra  | 6–4, 4–6, 6–1, 7–5                |
| 106. | Australian Open             | Austrálie     | 1/15/2001  | GS   | venku | tvrdý   | 64 v kole  | Nicolas Escudé       | výhra  | 6–1, 6–4, 6–4                     |
| 107. | Australian Open             | Austrálie     | 1/15/2001  | GS   | venku | tvrdý   | 32 v kole  | Arnaud Clément       | prohra | 6–7(5–7), 4–6, 4–6                |
| 108. | Milan Indoor                | Itálie        | 1/29/2001  | 250  | hala  | koberec | 32 v kole  | Rainer Schüttler     | výhra  | 6–3, 6–4                          |
| 109. | Milan Indoor                | Itálie        | 1/29/2001  | 250  | hala  | koberec | 16 v kole  | Cyril Saulnier       | výhra  | 2–6, 6–3, 6–4                     |
| 110. | Milan Indoor                | Itálie        | 1/29/2001  | 250  | hala  | koberec | QF         | Goran Ivanišević     | výhra  | 6–4, 6–4                          |
| 111. | Milan Indoor                | Itálie        | 1/29/2001  | 250  | hala  | koberec | SF         | Jevgenij Kafelnikov  | výhra  | 6–2, 6–7(4–7), 6–3                |
| 112. | Milan Indoor                | Itálie        | 1/29/2001  | 250  | hala  | koberec | Finále     | Julien Boutter       | vítěz  | 6–4, 6–7(7–9), 6–4                |
| 113. | SUI v. USA, DC Svět         | Švýcarsko     | 2/9/2001   | DC   | hala  | tvrdý   | 1. kolo    | Todd Martin          | výhra  | 6–4, 7–6(7–3), 4–6, 6–1           |
| 114. | SUI v. USA, DC Svět         | Švýcarsko     | 2/9/2001   | DC   | hala  | tvrdý   | 1. kolo    | Jan–Michael Gambill  | výhra  | 7–5, 6–2, 4–6, 6–2                |
| 115. | Open 13                     | Francie       | 2/12/2001  | 250  | hala  | tvrdý   | 32 v kole  | Cyril Saulnier       | výhra  | 7–6(9–7), 6–4                     |
| 116. | Open 13                     | Francie       | 2/12/2001  | 250  | hala  | tvrdý   | 16 v kole  | Bob Bryan            | výhra  | 7–6(7–1), 6–3                     |
| 117. | Open 13                     | Francie       | 2/12/2001  | 250  | hala  | tvrdý   | QF         | Michel Kratochvil    | výhra  | 6–4, 7–6(7–4)                     |
| 118. | Open 13                     | Francie       | 2/12/2001  | 250  | hala  | tvrdý   | SF         | Jevgennij Kafelnikov | prohra | 7–6(7–4), 4–6, 4–6                |
| 119. | Rotterdam Open              | Nizozemsko    | 2/19/2001  | 500  | hala  | tvrdý   | 32 v kole  | Andrew Ilie          | výhra  | 7–6(7–5), 6–1                     |
| 120. | Rotterdam Open              | Nizozemsko    | 2/19/2001  | 500  | hala  | tvrdý   | 16 v kole  | Sébastien Grosjean   | výhra  | 4–6, 6–3, 6–4                     |
| 121. | Rotterdam Open              | Nizozemsko    | 2/19/2001  | 500  | hala  | tvrdý   | QF         | Àlex Corretja        | výhra  | 6–4, 6–2                          |
| 122. | Rotterdam Open              | Nizozemsko    | 2/19/2001  | 500  | hala  | tvrdý   | SF         | Andrei Pavel         | výhra  | 6–7(4–7), 6–4, 6–0                |
| 123. | Rotterdam Open              | Nizozemsko    | 2/19/2001  | 500  | hala  | tvrdý   | Finále     | Nicolas Escudé       | prohra | 5–7, 6–3, 6–7(5–7)                |
| 124. | Masters Series Indian Wells | Spojené státy | 3/12/2001  | 1000 | venku | tvrdý   | 64 v kole  | Nicolas Kiefer       | prohra | 6–3, 5–7, 1–6                     |
| – | Masters Series Miami        | Spojené státy | 3/19/2001  | 1000 | venku | tvrdý   | 128 v kole | volný los            |        |                                   |
| 125. | Masters Series Miami        | Spojené státy | 3/19/2001  | 1000 | venku | tvrdý   | 64 v kole  | Júnis AL Ajnáví      | výhra  | 6–2, 6–2                          |
| 126. | Masters Series Miami        | Spojené státy | 3/19/2001  | 1000 | venku | tvrdý   | 32 v kole  | Mark Philippoussis   | výhra  | 3–6, 7–6(7–4), 6–2                |
| 127. | Masters Series Miami        | Spojené státy | 3/19/2001  | 1000 | venku | tvrdý   | 16 v kole  | Thomas Johansson     | výhra  | 7–6(7–3), 5–7, 7–6(9–7)           |
| 128. | Masters Series Miami        | Spojené státy | 3/19/2001  | 1000 | venku | tvrdý   | QF         | Patrick Rafter       | prohra | 3–6, 1–6                          |
| 129. | FRA v. SUI, DC Svět         | Švýcarsko     | 4/6/2001   | DC   | hala  | koberec | QF         | Nicolas Escudé       | prohra | 4–6, 7–6(7–1), 3–6, 4–6           |
| 130. | FRA v. SUI, DC Svět         | Švýcarsko     | 4/6/2001   | DC   | hala  | koberec | QF         | Arnaud Clément       | výhra  | 6–4, 3–6, 7–6(7–5), 6–4           |
| 131. | Masters Series Monte-Carlo  | Monako        | 4/16/2001  | 1000 | venku | antuka  | 64         | Michael Chang        | výhra  | 6–4, 6–3                          |
| 132. | Masters Series Monte-Carlo  | Monako        | 4/16/2001  | 1000 | venku | antuka  | 32 v kole  | Davide Sanguinetti   | výhra  | 7–6(7–5), 7–6                     |
| 133. | Masters Series Monte-Carlo  | Monako        | 4/16/2001  | 1000 | venku | antuka  | 16 v kole  | Arnaud Di Pasquale   | výhra  | 6–1, 6–2                          |
| 134. | Masters Series Monte-Carlo  | Monako        | 4/16/2001  | 1000 | venku | antuka  | QF         | Sébastien Grosjean   | prohra | 4–6, 3–6                          |
| 135. | Masters Series Rome         | Itálie        | 5/7/2001   | 1000 | venku | antuka  | 64 v kole  | Thomas Johansson     | výhra  | 7–6(7–3), 4–6, 7–6(7–5)           |
| 136. | Masters Series Rome         | Itálie        | 5/7/2001   | 1000 | venku | antuka  | 32 v kole  | Marat Safin          | výhra  | 4–6, 6–4, 7–6(7–5)                |
| 137. | Masters Series Rome         | Itálie        | 5/7/2001   | 1000 | venku | antuka  | 16 v kole  | Wayne Ferreira       | prohra | 6–7(4–7), 2–6                     |
| 138. | Masters Series Hamburg      | Itálie        | 5/14/2001  | 1000 | venku | antuka  | 64 v kole  | Franco Squillari     | prohra | 3–6, 4–6                          |
| 139. | Roland Garros               | Francie       | 5/28/2001  | GS   | venku | antuka  | 128 v kole | Stefano Galvani      | výhra  | 6–3, 6–3, 6–3                     |
| 140. | Roland Garros               | Francie       | 5/28/2001  | GS   | venku | antuka  | 64 v kole  | Sargis Sargsian      | výhra  | 4–6, 3–6, 6–2, 6–4, 9–7           |
| 141. | Roland Garros               | Francie       | 5/28/2001  | GS   | venku | antuka  | 32 v kole  | David Sánchez        | výhra  | 6–4, 6–3, 1–6, 6–3                |
| 142. | Roland Garros               | Francie       | 5/28/2001  | GS   | venku | antuka  | 16 v kole  | Wayne Arthurs        | výhra  | 3–6, 6–3, 6–4, 6–2                |
| 143. | Roland Garros               | Francie       | 5/28/2001  | GS   | venku | antuka  | QF         | Àlex Corretja        | prohra | 5–7, 4–6, 5–7                     |
| 144. | Gerry Weber Open            | Německo       | 6/11/2001  | 250  | venku | tráva   | 32 v kole  | Albert Portas        | výhra  | 6–7(4–7), 6–4, 6–2                |
| 145. | Gerry Weber Open            | Německo       | 6/11/2001  | 250  | venku | tráva   | 16 v kole  | David Prinosil       | výhra  | 7–6,(8), 7–5                      |
| 146. | Gerry Weber Open            | Německo       | 6/11/2001  | 250  | venku | tráva   | QF         | Patrick Rafter       | prohra | 6–4, 6–7(6–8), 6–7(4–7)           |
| 147. | Heineken Trophy             | Nizozemsko    | 6/18/2001  | 250  | venku | tráva   | 32 v kole  | Antony Dupuis        | výhra  | 7–6(7–3), 6–4                     |
| 148. | Heineken Trophy             | Nizozemsko    | 6/18/2001  | 250  | venku | tráva   | 16 v kole  | John van Lottum      | výhra  | 6–0, 6–1                          |
| 149. | Heineken Trophy             | Nizozemsko    | 6/18/2001  | 250  | venku | tráva   | QF         | Raemon Sluiter       | výhra  | 6–7(4–7), 6–4, 6–4                |
| 150. | Heineken Trophy             | Nizozemsko    | 6/18/2001  | 250  | venku | tráva   | SF         | Lleyton Hewitt       | prohra | 4–6, 2–6                          |
| 151. | Wimbledon                   | V. Británie   | 6/25/2001  | GS   | venku | tráva   | 128 v kole | Christophe Rochus    | výhra  | 6–2, 6–3, 6–2                     |
| 152. | Wimbledon                   | V. Británie   | 6/25/2001  | GS   | venku | tráva   | 64 v kole  | Xavier Malisse       | výhra  | 6–3, 7–5, 3–6, 4–6, 6–3           |
| 153. | Wimbledon                   | V. Británie   | 6/25/2001  | GS   | venku | tráva   | 32 v kole  | Jonas Björkman       | výhra  | 7–6(7–4), 6–3, 7–6(7–2)           |
| 154. | Wimbledon                   | V. Británie   | 6/25/2001  | GS   | venku | tráva   | 16 v kole  | Pete Sampras         | výhra  | 7–6(9–7), 5–7, 6–4, 6–7(2–7), 7–5 |
| 155. | Wimbledon                   | V. Británie   | 6/25/2001  | GS   | venku | tráva   | QF         | Tim Henman           | prohra | 5–7, 6–7(6–8), 6–2, 6–7(6–8)      |
| 156. | UBS Open Gstaad             | Švýcarsko     | 7/9/2001   | 250  | venku | antuka  | 32 v kole  | Ivan Ljubičić        | prohra | 2–6, 1–6                          |
| 157. | US Open                     | Spojené státy | 8/27/2001  | GS   | venku | tvrdý   | 128 v kole | Lars Burgsmüller     | výhra  | 6–4, 6–4, 6–4                     |
| 158. | US Open                     | Spojené státy | 8/27/2001  | GS   | venku | tvrdý   | 64 v kole  | Robby Ginepri        | výhra  | 6–2, 7–5, 6–1                     |
| 159. | US Open                     | Spojené státy | 8/27/2001  | GS   | venku | tvrdý   | 32 v kole  | Sjeng Schalken       | výhra  | 6–4, 7–5, 7–6(7–3)                |
| 160. | US Open                     | Spojené státy | 8/27/2001  | GS   | venku | tvrdý   | 16 v kole  | Andre Agassi         | prohra | 1–6, 2–6, 4–6                     |
| 161. | Kremlin Cup                 | Rusko         | 10/1/2001  | 250  | hala  | koberec | 32 v kole  | Nicolas Kiefer       | prohra | 3–6, 6–1, 6–7(4–7)                |
| 162. | CA-TennisTrophy             | Rakousko      | 10/8/2001  | 500  | hala  | tvrdý   | 32 v kole  | Nicolás Massú        | výhra  | 4–6, 7–6,(8), 6–4                 |
| 163 | CA-TennisTrophy             | Rakousko      | 10/8/2001  | 500  | hala  | tvrdý   | 16 v kole  | Albert Costa         | výhra  | 7–6(7–1), 6–2                     |
| 164. | CA-TennisTrophy             | Rakousko      | 10/8/2001  | 500  | hala  | tvrdý   | QF         | Stefan Koubek        | prohra | 6–7(3–7), 5–7                     |
| – | Masters Series Stuttgart    | Německo       | 10/15/2001 | 1000 | hala  | tvrdý   | 64 v kole  | volný los            |        |                                   |
| 165. | Masters Series Stuttgart    | Německo       | 10/15/2001 | 1000 | hala  | tvrdý   | 32 v kole  | Wayne Ferreira       | prohra | 6–7(1–7), 6–3, 2–6                |
| 166. | Davidoff Swiss Indoors      | Švýcarsko     | 10/22/2001 | 250  | hala  | koberec | 32 v kole  | Albert Costa         | výhra  | 6–3, 6–3                          |
| 167. | Davidoff Swiss Indoors      | Švýcarsko     | 10/22/2001 | 250  | hala  | koberec | 16 v kole  | Xavier Malisse       | výhra  | 6–3, 6–4                          |
| 168. | Davidoff Swiss Indoors      | Švýcarsko     | 10/22/2001 | 250  | hala  | koberec | QF         | Andy Roddick         | výhra  | 3–6, 6–3, 7–6(7–5)                |
| 169. | Davidoff Swiss Indoors      | Švýcarsko     | 10/22/2001 | 250  | hala  | koberec | SF         | Julien Boutter       | výhra  | 7–6(7–3), 6–4                     |
| 170. | Davidoff Swiss Indoors      | Švýcarsko     | 10/22/2001 | 250  | hala  | koberec | Finále     | Tim Henman           | prohra | 3–6, 4–6, 2–6                     |
| – | Masters Series Paris        | Francie       | 10/29/2001 | 1000 | hala  | koberec | 64 v kole  | volný los            |        |                                   |
| 171. | Masters Series Paris        | Francie       | 10/29/2001 | 1000 | hala  | koberec | 32 v kole  | Jiří Novák           | prohra | 4–6, 7–6(7–4), 6–7(2–7)           |
| QF – čtvrtfinále, SF – semifinále, zs – základní skupina kategorie: 250 – International Series / 500 – International Series Gold / 1000 – Masters Series / GS – Grand Slam / DC – Davis Cup |                             |               |            |      |       |         |            |                      |        |                                   |

## Přehled finále
| Legenda                                      |
| Grand Slam (0–0)                             |
| Tennis Masters Cup (0–0)                     |
| ATP Masters Series (0–0)                     |
| ATP International Series Gold (0–1 D; 1–0 Č) |
| ATP International Series (1–1 D; 1–0 Č)      |
| D – dvouhra; Č – čtyřhra                     |

| Finále dle povrchu    |
| --------------------- |
| tvrdý (0–1 D; 1–0 Č)  |
| antuka (0–0 D; 1–0 Č) |
| koberec (1–1 D)       |

| Finále dle místa     |
| -------------------- |
| venku (0–0 D; 1–0 Č) |
| hala (1–2 D; 1–0 Č)  |

### Dvouhra: 3 (1–2)
| stav      | č. | datum          | turnaj                 | povrch      | soupeř ve finále | výsledek           |
| --------- | -- | -------------- | ---------------------- | ----------- | ---------------- | ------------------ |
| Vítěz     | 1. | 4. února 2001  | Milán, Itálie          | koberec (h) | Julien Boutter   | 6–4, 6–7(7–9), 6–4 |
| Finalista | 3. | 25. února 2001 | Rotterdam, Nizozemsko  | tvrdý (h)   | Nicolas Escudé   | 5–7, 6–3, 6–7(5–7) |
| Finalista | 4. | 28. října 2001 | Basilej, Švýcarsko (2) | koberec (h) | Tim Henman       | 3–6, 4–6, 2–6      |

### Čtyřhra: 2 (2–0)
| stav  | č. | datum             | turnaj                | povrch    | spoluhráč      | soupeři ve finále         | výsledek |
| ----- | -- | ----------------- | --------------------- | --------- | -------------- | ------------------------- | -------- |
| Vítěz | 1. | 25. února 2001    | Rotterdam, Nizozemsko | tvrdý (h) | Jonas Björkman | Petr Pála Pavel Vízner    | 6–3, 6–0 |
| Vítěz | 2. | 15. července 2001 | Gstaad, Švýcarsko     | antuka    | Marat Safin    | Michael Hill Jeff Tarango | 0–1skreč |

## Finanční odměny
| Soutěž                    | turnaj                      | finanční odměna |
| ------------------------- | --------------------------- | --------------- |
| Dvouhra                   | Adidas International Sydney | $10 800         |
| Dvouhra                   | Australian Open             | $18 086         |
| Dvouhra                   | Milan Indoor                | $54 000         |
| Dvouhra                   | Open 13                     | $23 100         |
| Dvouhra                   | Rotterdam Open              | $73 300         |
| Dvouhra                   | Indian Wells Masters        | $8 550          |
| Dvouhra                   | Miami Masters               | $64 640         |
| Dvouhra                   | Monte-Carlo Masters         | $58 500         |
| Dvouhra                   | Rome Masters                | $30 800         |
| Dvouhra                   | Hamburg Masters             | $8 550          |
| Dvouhra                   | French Open                 | $78 618         |
| Dvouhra                   | Gerry Weber Open            | $27 970         |
| Dvouhra                   | Heineken Trophy             | $18 400         |
| Dvouhra                   | Wimbledon                   | $91 807         |
| Dvouhra                   | UBS Open Gstaad             | $5 700          |
| Dvouhra                   | US Open                     | $56 000         |
| Dvouhra                   | Kremlin Cup                 | $9 800          |
| Dvouhra                   | CA-TennisTrophy             | $18 970         |
| Dvouhra                   | Masters Series Stuttgart    | $17 500         |
| Dvouhra                   | Davidoff Swiss Indoors      | $81 000         |
| Dvouhra                   | BNP Paribas Masters         | $17 500         |
| Čtyřhra                   | Adidas International Sydney | $750            |
| Čtyřhra                   | Australian Open             | $2 069          |
| Čtyřhra                   | Rotterdam Open              | $31 150         |
| Čtyřhra                   | Indian Wells Masters        | $5 000          |
| Čtyřhra                   | Miami Masters               | $5 675          |
| Čtyřhra                   | Monte-Carlo Masters         | $5 000          |
| Čtyřhra                   | Rome Masters                | $1 500          |
| Čtyřhra                   | Hamburg Masters             | $1 500          |
| Čtyřhra                   | Gerry Weber Open            | $750            |
| Čtyřhra                   | Wimbledon                   | $10 240         |
| Čtyřhra                   | UBS Open Gstaad             | $21 100         |
| Čtyřhra                   | Davidoff Swiss Indoors      | $7 100          |
| Přehled                   | výdělek v sezóně            | $865 425        |
| Přehled                   | výdělek v kariéře           | $1 742 301      |
| kurziva – turnajový titul |                             |                 |